# Saint-Amand-le-Petit
Pour les articles homonymes, voir Saint-Amand.
Saint-Amand-le-Petit est une commune française située dans le département de la Haute-Vienne en région Nouvelle-Aquitaine.

## Géographie

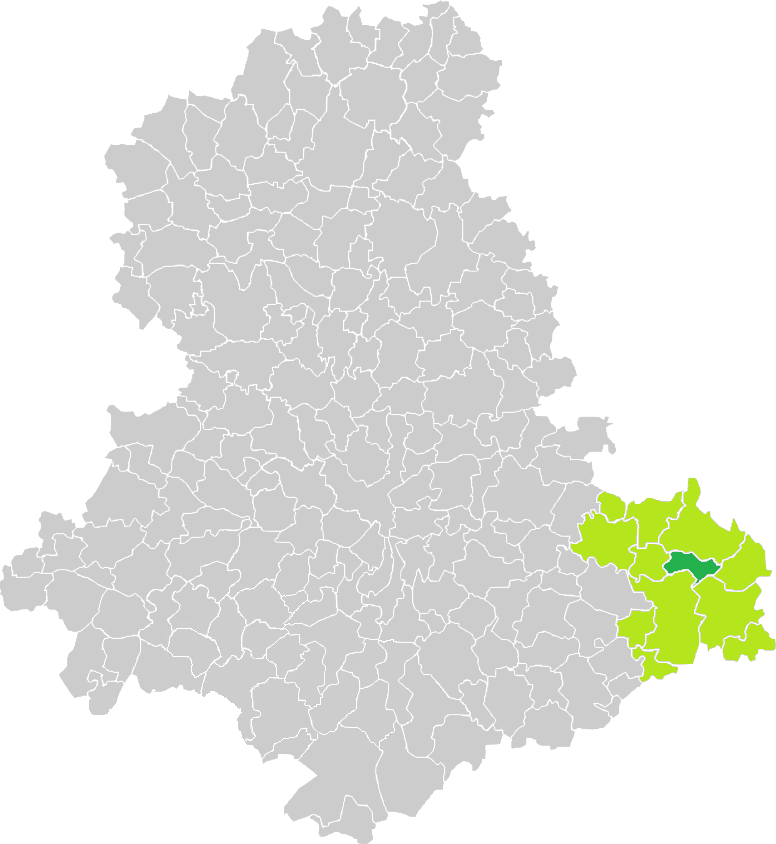
Situation de la commune de Saint-Amand-le-Petit en Haute-Vienne.

|       | Peyrat-le-Château    |                 |
| Augne | Saint-Amand-le-Petit | Beaumont-du-Lac |
|       | Eymoutiers           | Nedde           |

### Climat
Pour des articles plus généraux, voir Climat de la Nouvelle-Aquitaine et Climat de la Haute-Vienne.
Historiquement, la commune est exposée à un climat de montagne.  
En 2020, Météo-France publie une typologie des climats de la France métropolitaine dans laquelle la commune est toujours exposée à un climat de montagne et est dans la région climatique  Ouest et nord-ouest du Massif Central, caractérisée par une pluviométrie annuelle de 900 à 1 500 mm, maximale en automne et en hiver.
Pour la période 1971-2000, la température annuelle moyenne est de 10 °C, avec une amplitude thermique annuelle de 14,6 °C. Le cumul annuel moyen de précipitations est de 1 269 mm, avec 14,1 jours de précipitations en janvier et 8,6 jours en juillet. Pour la période 1991-2020, la température moyenne annuelle observée sur la station météorologique la plus proche, située sur la commune d'Eymoutiers à 4 km à vol d'oiseau, est de 11,4 °C et le cumul annuel moyen de précipitations est de 1 170,3 mm,. Pour l'avenir, les paramètres climatiques de la commune estimés pour 2050 selon différents scénarios d’émission de gaz à effet de serre sont consultables sur un site dédié publié par Météo-France en novembre 2022.

## Urbanisme

### Typologie
Au 1er janvier 2024, Saint-Amand-le-Petit est catégorisée commune rurale à habitat très dispersé, selon la nouvelle grille communale de densité à sept niveaux définie par l'Insee en 2022.
Elle est située hors unité urbaine et hors attraction des villes,.

### Occupation des sols
L'occupation des sols de la commune, telle qu'elle ressort de la base de données européenne d’occupation biophysique des sols Corine Land Cover (CLC), est marquée par l'importance des forêts et milieux semi-naturels (55,3 % en 2018), en diminution par rapport à 1990 (61,2 %). La répartition détaillée en 2018 est la suivante : 
forêts (51,8 %), prairies (31,4 %), zones agricoles hétérogènes (13,3 %), milieux à végétation arbustive et/ou herbacée (3,4 %). L'évolution de l’occupation des sols de la commune et de ses infrastructures peut être observée sur les différentes représentations cartographiques du territoire : la carte de Cassini (XVIIIe siècle), la carte d'état-major (1820-1866) et les cartes ou photos aériennes de l'IGN pour la période actuelle (1950 à aujourd'hui).

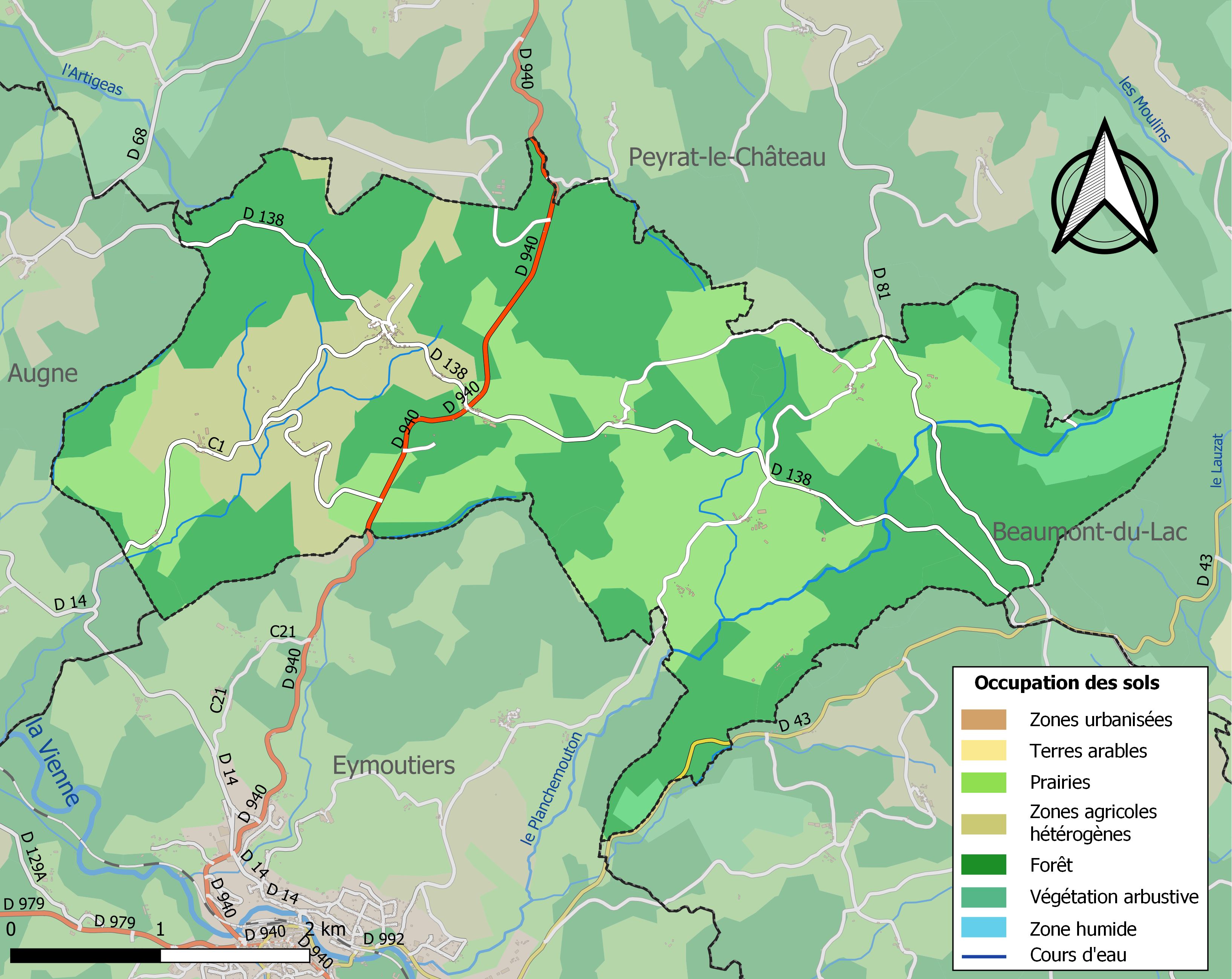
Carte des infrastructures et de l'occupation des sols de la commune en 2018 (CLC).

### Risques majeurs
Le territoire de la commune de Saint-Amand-le-Petit est vulnérable à différents aléas naturels : météorologiques (tempête, orage, neige, grand froid, canicule ou sécheresse) et séisme (sismicité faible). Il est également exposé à un risque particulier : le risque de radon. Un site publié par le BRGM permet d'évaluer simplement et rapidement les risques d'un bien localisé soit par son adresse soit par le numéro de sa parcelle.

#### Risques naturels

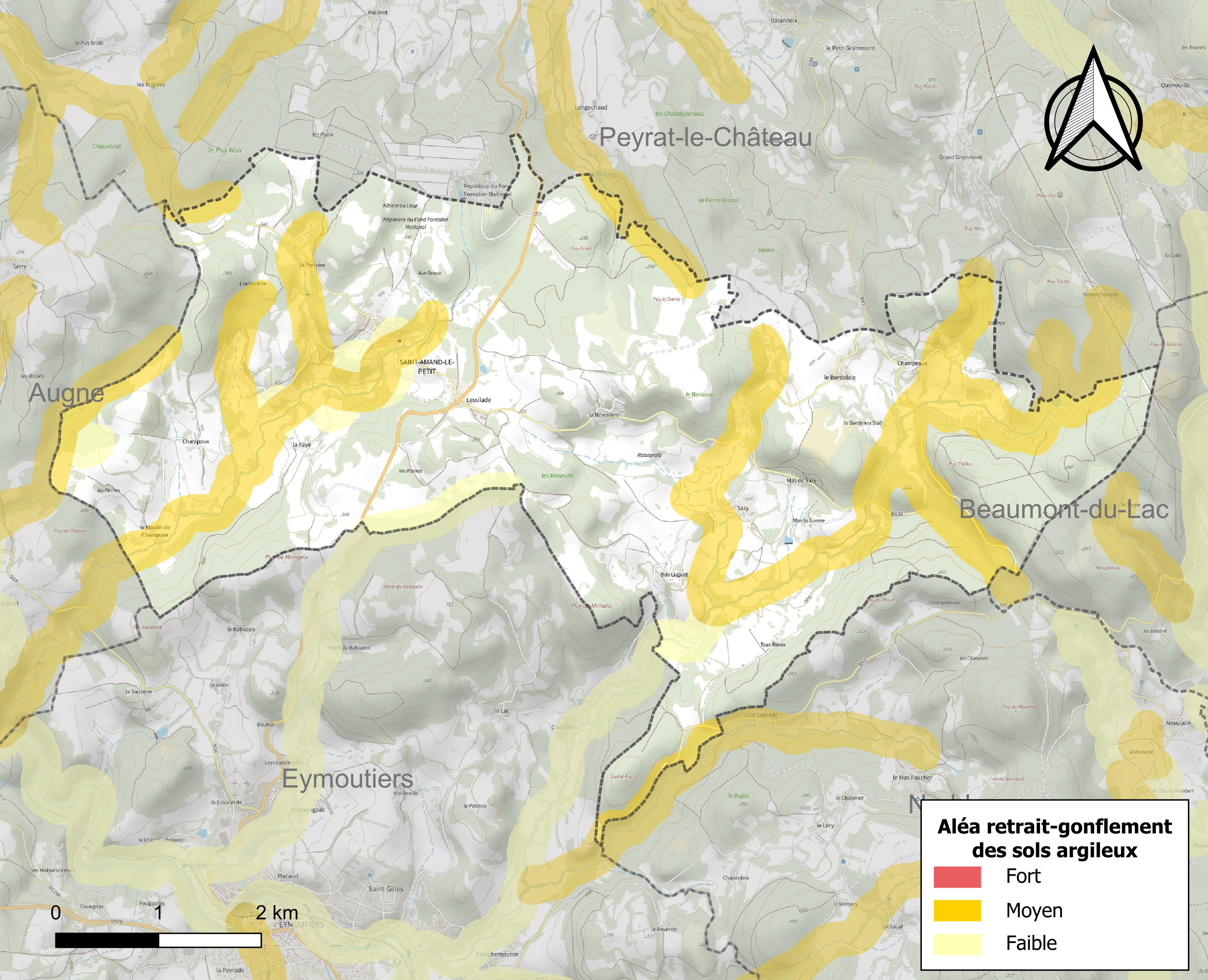
Carte des zones d'aléa retrait-gonflement des sols argileux de Saint-Amand-le-Petit.

Le retrait-gonflement des sols argileux est susceptible d'engendrer des dommages importants aux bâtiments en cas d’alternance de périodes de sécheresse et de pluie. 24,3 % de la superficie communale est en aléa moyen ou fort (27 % au niveau départemental et 48,5 % au niveau national métropolitain). Depuis le 1er octobre 2020, en application de la loi ÉLAN, différentes contraintes s'imposent aux vendeurs, maîtres d'ouvrages ou constructeurs de biens situés dans une zone classée en aléa moyen ou fort,.
La commune a été reconnue en état de catastrophe naturelle au titre des dommages causés par les inondations et coulées de boue survenues en 1982 et 1999 et par des mouvements de terrain en 1999.

#### Risque particulier
Dans plusieurs parties du territoire national, le radon, accumulé dans certains logements ou autres locaux, peut constituer une source significative d’exposition de la population aux rayonnements ionisants. Selon la classification de 2018, la commune de Saint-Amand-le-Petit est classée en zone 3, à savoir zone à potentiel radon significatif.

## Histoire
La commune de Saint-Amand-le-Petit est rattachée à Peyrat-le-Château par l'ordonnance du 4 novembre 1829. Elle est rétablie par le décret du 7 août 1874. Entretemps elle a perdu deux portions de son territoire d'avant 1829. D'abord la section de Neuvialle, la partie la plus à l'est de la commune, rattachée à Nedde par l'ordonnance du 5 mars 1833 et la section de Serre, la partie la plus à l'ouest, qui elle est rattachée à Augne par la loi du 29 mai 1867.
Le hameau de Longechaud (Peyrat-le-Château) était dans la paroisse de Saint-Amand avant la Révolution.
Périodes plus anciennes :
La commune de Saint-Amand-le Petit a été distraite de celle de Peyrat-le-Château en 1874, mais elle fut une entité originale bien longtemps auparavant. On la trouve mentionnée en tant que paroisse déjà en 1276, lors d'un don fait à la cure par une famille noble. Il semblerait que la majorité des terroirs médiévaux aient dépendu du prieuré de l'Artige, gros et puissant propriétaire terrien de l'époque. Mais les cens et rentes étaient partagés avec plusieurs autres petits seigneurs : les Boyer au Bosluguet, les Romanet à Charapoux... Pas d'organisation uniforme donc. Parmi les anciens féodaux, on peut ainsi citer les Mariaud de Bonneval, au XVIIIe siècle, en leur château de Langle ou les La Breuille, de Laron. On disait alors «Saint Amand le Petit en Poitou, ces terres de l'est-Haute Vienne relevant alors curieusement de cette province.
La paroisse était donc le centre vital de toute vie sociale. La très ancienne église paroissiale a fait l'objet récemment d'une belle restauration. Jusqu'à la Révolution, les curés y étaient nommés par le chapitre d'Eymoutiers. La paroisse a pu avoir à son maximum jusqu'à 460 communiants (à partir de l'adolescence), ce qui peut être estimé à environ 50 % de la population totale (donc, environ 920 habitants). L'église paroissiale a la particularité d'avoir été desservie par les prêtres spécialement attachés, mais plus souvent par un vicaire dépendant des paroisses voisines d'Augne ou Peyrat-le-Château.
Au fil des registres paroissiaux de baptêmes, mariages et enterrements, tenus par les curés, on peut retrouver quasiment toute la population jusqu'en 1645. Avec quelques noms remarquables, notamment une véritable « dynastie » de notables, les Voysin : Gabriel, curé (1645), autre Gabriel « chirurgien » (1656), Charles « apothicaire » (1697), ou encore Léonard « bourgeois » (1753), ce dernier terme pouvant être ici synonyme de rentier. Parmi ces bourgeois, une sorte d'élite (économique et sociale), on trouve aussi les Vitet (1704).
Les débuts de la Troisième République amenèrent sur le devant de la scène des personnages moins (ou pas) liés à l’Église. Les premiers maires élus furent ainsi : La Bachellerie (1874), Tavernier (1876), Fontaine (1883), puis Pataud (1892)...
La première école communale – mais elle était privée – fut ouverte en 1867, en continuité de la mairie, avec M. Paufique. Première école publique créée en 1881 (mixte), l'école de filles apparaissant trois ans plus tard.
Pour l'évolution de la population, on peut se fier aux recensements (voir plus loin). L'exode rural y fut ici le plus précoce du secteur puisque le maximum de population fut en 1793 (680 hab / dont 200 hors commune actuelle). Avec sous le règne de Napoléon, la répartition suivante : Bosluguet : 23 hab., Bourdeleix : 23 (98 en 1836), Charapoux : 64 hab (y compris le moulin), Lafaye : 36 / Lésillade ? / Mas-de-Sazy : 15 hab / Mas-la-Guerre : 36 / Reveillère : ? / Sazy : 20 (35 en 1836), Trasrieux : 30 hab. Soit environ 200 hab dans le bourg. [Chiffres Dubois]

## Politique et administration
| Période                                  | Période          | Identité                            | Étiquette   | Qualité          |
| ---------------------------------------- | ---------------- | ----------------------------------- | ----------- | ---------------- |
| 1945                                     | 1951 (démission) | Pierre Baratout                     | PCF         | Agriculteur      |
| 1951                                     | 1966             | Pierre Gourinet                     |             |                  |
| 1966                                     | ?                | Gaston Baratout (fils du précédent) | PCF puis SE | Ancien résistant |
| mars 2001                                | 2008             | Fernand Bouby                       |             |                  |
| mars 2008                                | mai 2020         | Chantal Perigaud                    | PCF         |                  |
| 2020                                     | En cours         | Christian Leblanc                   |             | Ancien employé   |
| Les données manquantes sont à compléter. |                  |                                     |             |                  |

## Démographie
Les deux colonnes de 1793 et 1821 s'expliquent par le fait que la commune d'alors comprenait plusieurs villages appartenant aujourd'hui à celles d'Augne, Nedde et Peyrat-le-Château (soit environ 200 habitants de plus).
L'évolution du nombre d'habitants est connue à travers les recensements de la population effectués dans la commune depuis 1793. Pour les communes de moins de 10 000 habitants, une enquête de recensement portant sur toute la population est réalisée tous les cinq ans, les populations de référence des années intermédiaires étant quant à elles estimées par interpolation ou extrapolation. Pour la commune, le premier recensement exhaustif entrant dans le cadre du nouveau dispositif a été réalisé en 2008.

En 2022, la commune comptait 112 habitants, en évolution de +8,74 % par rapport à 2016 (Haute-Vienne : −0,68 %, France hors Mayotte : +2,11 %).
| 1793 | 1821 | 1876 | 1881 | 1886 | 1891 | 1896 | 1901 | 1906 |
| ---- | ---- | ---- | ---- | ---- | ---- | ---- | ---- | ---- |
| 680  | 554  | 447  | 435  | 513  | 524  | 507  | 487  | 483  |

| 1911 | 1921 | 1926 | 1931 | 1936 | 1946 | 1954 | 1962 | 1968 |
| ---- | ---- | ---- | ---- | ---- | ---- | ---- | ---- | ---- |
| 430  | 341  | 357  | 337  | 304  | 289  | 302  | 280  | 250  |

| 1975 | 1982 | 1990 | 1999 | 2006 | 2008 | 2013 | 2018 | 2022 |
| ---- | ---- | ---- | ---- | ---- | ---- | ---- | ---- | ---- |
| 206  | 167  | 150  | 126  | 114  | 110  | 102  | 112  | 112  |

## Lieux et monuments

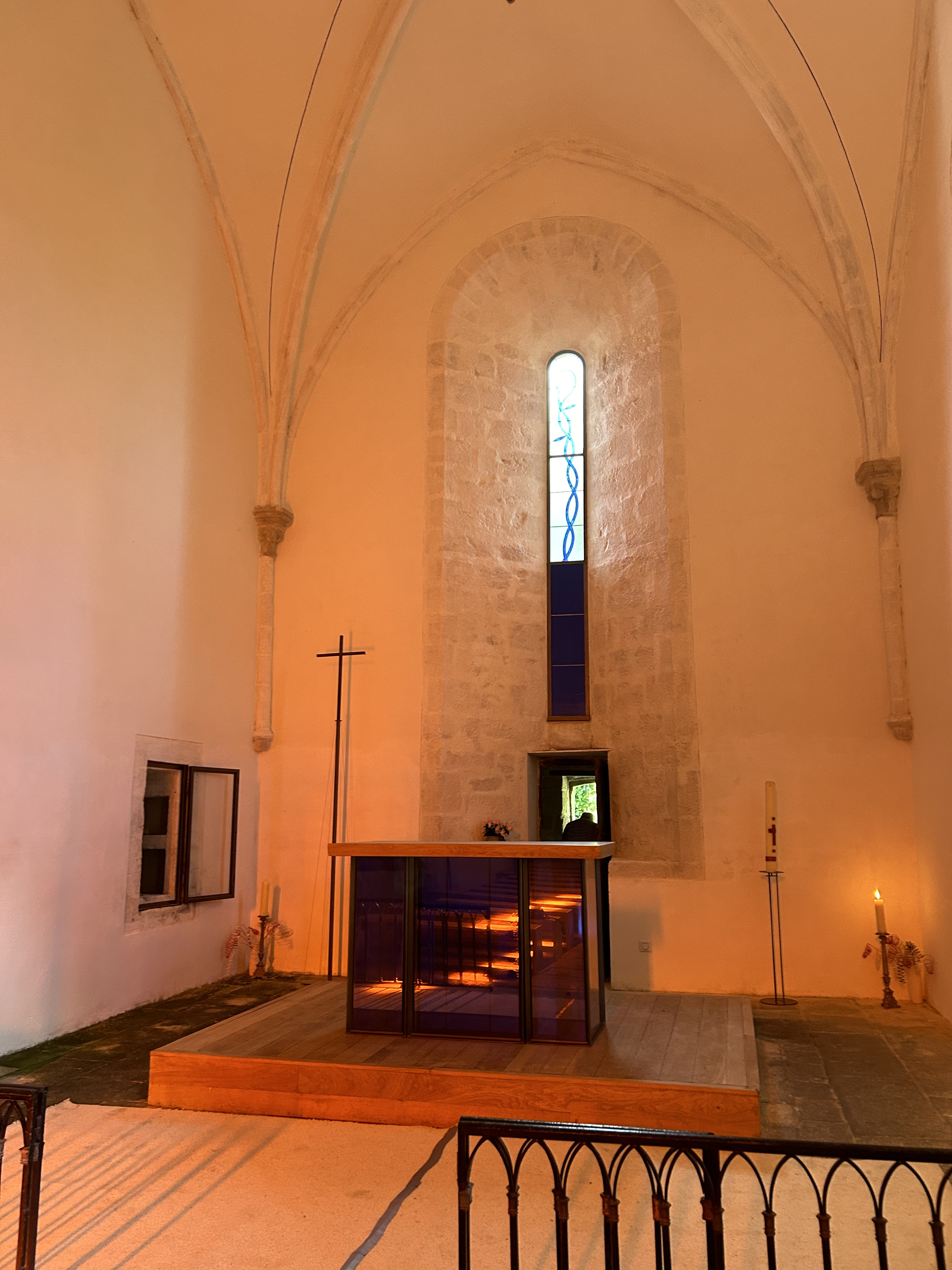
Vue partielle de l'intérieur de l'église.

- Église Saint-Amand de Saint-Amand-le-Petit du XIIIe siècle[24]. L'édifice a été inscrit au titre des monuments historiques en 1974[24]. L'intérieur bénéficie d'une intervention artistique du peintre Jean-Pierre Uhlen et du vitrailliste Jean-François Guinot, effectuée en 2015[25].
- Croix en pierre sculptée, devant l'église.

## Pour approfondir